# Breedgehaakte hermelijnbladroller
De breedgehaakte hermelijnbladroller (Notocelia trimaculana) is een vlinder uit de familie Tortricidae, de bladrollers.

## Herkenning
De breedgehaakte hermelijnbladroller heeft een spanwijdte tussen de 15 en 18 millimeter. De vlinders lijken op het eerste gezicht veel op enkele andere soorten uit de genera Epiblema (waar de soort voorheen ook toe gerekend werd) en Notocelia, maar onderscheidt zich door de diagonale geelbruine lijntjes aan de buitenkant van de voorvleugel. De vliegtijd is in juni en juli, de vlinders vliegen ’s nachts en komen dan op licht.

## Waardplant
De breedgehaakte hermelijnbladroller heeft als waardplanten Meidoorn (Crataegus), sleedoorn (Prunus spinosa) en peer (Pyrus). De rups heeft een zwarte kop en nekschild en een roodbruine buik en leeft op de bladeren van de waardplant.

## Verspreiding
De breedgehaakte hermelijnbladroller komt verspreid over het palearctische gebied voor. In Nederland en in België is de soort vrij zeldzaam. Het is vooral een soort van hagen in open cultuurlandschap, kalkgrasland en open bossen.